# Emma Lung
Emma Lung, född 14 januari 1982 i Sydney, New South Wales, Australien, är en australisk skådespelare.
Lung har bland annat medverkat i TV-serierna Wonderland, Wolf Like Me och Strife.

## Filmografi (i urval)
- 2013–2015 – Wonderland (TV-serie)
- 2022 – Wolf Like Me (TV-serie)
- 2023 – Strife (TV-serie)